# Smernice za pristup veb sadržaju
Smernice za pristup veb sadržaju (WCAG) predstavljaju deo niza smernica za pristupanje Vebu koje je objavilja Inicijativa za pristup Vebu pri W3C World Wide Web Consortium, glavna međunarodna organizacija za standarde na Internetu. One se sastoje od niza smenica koje čine sadržaj dostupnim, prvenstveno za ljudi sa invaliditetom, ali i za korisničke agente, uključujući i vrlo ograničene uređaje poput mobilnih telefona. Trenutna verzija, WCAG 2.0, je objavljena u decembru 2008. godine i postala je ISO
standard, ISO/IEC 40500:2012 u oktobru 2012.

## Ranije smernice
Prvu smernicu za pristup vebu je sastavio Gregg Vanderheiden i izdao u januaru 1995. godine odmah posle druge medjunarodne konferencije o vebu u Čikagu 1994. godine ( gde Tim Berners-Lee prvi put spominje pristup za osobe za invaliditetom u glavnom govoru nakon sto je video pretkonferencijsku radionicu o pristupu koju je predvodio Mike Paciello).
Preko 38 različitih smernica za pristup Vebu je izbačeno u narednih nekoliko godina.Sve ih je približio Ujedinjene smernice za pristup veb sajtovima sastavljene na Winskonsin-Madison univerzitetu.
Verzija 8 je izdata 1998. godine i poslužila je kao polazna tačka za WCAG pod okriljem W3C.

## WCAG 1.0
WCAG je izdat 5. maja 1999.godine i postao je W3C preporuka. U medjuvremenu zamenjen je sa WCAG 2.0.
WCAG 1.0 se sastoji od 14 smernica koje predstavljaju osnovu dizajna pristupa. Svaka smernica predstavlja osnovnu temu o pristupu vebu i opisuje kako da se ta smernica primeni odredjenom svojstvu veb stranice.
- Smernica 1: Obezbedite jednake alternative za audio i vizuelni sadržaj.
- Smernica 2: Ne oslanjati se samo na boje.
- Smernica 3: Koristite stilske listove i koristite ih ispravno.
- Smernica 4: Razjasniti upotrebu svakodnevnog jezika.
- Smernica 5: Napravite tabele koje se lako transformišu.
- Smernica 6: Omogućite prikladan prikaz stranica koje koriste nove tehnologije.
- Smernica 7: Omogućite korisniku nadzor nad animiranim (time-sensitive) promenama sadržaja.
- Smernica 8: Osigurati direktan pristup ugradjenim korisničkim interfejsima.
- Smernica 9: Dizajn nezavisan od uredjaja.
- Smernica 11: Koristite W3C tehnologiju i smernice.
- Smernica 12: Osigurati informacije o kontekstu i orijentaciji.
- Smernica 13: Osigurati jasne navigacijske mehanizme.
- Smernica 14: Pobrinuti se da dokumenti budu jasni i jednostavni.

Svaki od 65 WCAG 1.0 kontrolnih tačaka ima dodeljeni prioritet koji je baziran na uticaju kontrolne tačke na pristupačnost:
- Prioritet 1: Veb programeri moraju da zadovolje ove zahteve, u suprotnom bi bio nemoguć pristup za jednu ili više grupa veb sadržaju. Uskladjenost do ovog nivoa opisuje se kao A.
- Prioritet 2: Veb programeri treba da ispune ove uslove, inače će neke grupe imate poteškoće prilikom pristupanja veb sadržaju. Uskladjenost do ovog nivoa opisuje se kao AA.
- Prioritet 3: Veb programeri mogu da zadovolje ove uslove, kako bi neke grupe lakše pristupale veb sadržaju. Uskladjenost do ovog nivoa opisuje se kao AAA.

## WCAG Samurai
U februaru 2008. WCAG Samurai, grupa programera koje je predvodio Joe Clark, nezavisnih od W3C izdaje korekcije i proširenja za WCAG 1.0.

## WCAG 2.0
WCAG 2.0 je izdat kao W3C Preporuka 11.12.2008. Sastoji se od 12 smernica organizovanih u četiri principa ( veb sajt mora biti pregledan, operativan, jasan, robustan).
Pregledan- Informacije i komponente korisničkog interfejsa moraju biti prezentovane korisniku na način na koji on može da ih sagleda.
- Smernica 1.1: Informacije i komponente korisničkog interfejsa moraju biti prezentovane korisniku na način na koji on može da ih sagleda.
- Smernica 1.2: Treba obezbediti alternative za Time based media.
- Smernica 1.3: Napraviti sadrzaj koji može da se prezentuje na različite načine bez gubitka informacija.
- Smernica 1.4: Olakšati korisnicima da vide i čuju sadržaj, odvojiti prvi plan od pozadine.

Operativan- Navigacija i komponente korisničkog interfejsa moraju biti operativne
- Smernica 2.1: Napraviti da sve mogućnosti budu dostupne preko tastature.
- Smernica 2.2: Obezbediti korisnicima dovoljno vremena da pročitaju i iskoriste sadržaj.
- Smernica 2.3: Ne dizajnirati sadržaj na način na koji može da izazove napad.
- Smernica 2.4: Obezbediti korisnicima pomoć prilikom korišćenja navigacije, pretrage.

Jasno- Informacije i operacije korisničkog interfejsa moraju biti jasne.
- Smernica 3.1: Tekstualni sadržaj mora biti jasan.
- Smernica 3.2: Veb stranice moraju da se pojavljuju i rade na predvidljive načine.
- Smernica 3.3: Pomoći korisnicima da razumeju i izbegnu greške.

Robusno – Sadržaj mora biti dovoljno robusan da moze pouzdano da interpretira širok aspekt korisničkih agenata ukljičujući i pomagala.
- Smernica 4.1 : Povećati što je više moguće kompaktibilnost sa sadašnjim i budućim korisničkim agentima, uključujući i pomagala.

WCAG 2.0 korisnici imaju ista tri nivoa kao i korisnici WCAG 1.0( A,AA,AAA). Radna grupa WCAG održava široku listu veb tehnika pristupa i slučajeva neuspeha WCAG 2.0.
Dokumentovana istorija
Prvi predlog koncepta WCAG 2.0 je objavljen 25.01.2001. U narednih nekoliko godina nove verzije su objavljene sa namerom da uključe eksperte za pristup veb sadržaju kao i pripadnike udruženja osoba sa invaliditetom u oblikovanje ovih verzija. 27.03.2006. “Last Call Working Draft” je objavljen. Usled velikog broja popravki koje su bile neophodne WCAG 2.0 je ponovo objavljen 17. Maja 2007. Nedugo zatim i “Last Call Working Draft” 11.12.2007. U aprilu 2008. smernice postaju “Kandidat za preporuku”. #. Novembra 2008 smernice postaju “Propisna preporuka”, da bi 11. Decembra 2008. WCAG 2.0 bio objavljen kao W3C preporuka. 
U oktobru 2012, WCAG 2.0 je prihvaćen od strane Medjunarodne organizacije za standarde kao ISO standard, ISO/IEC 40500:2012.

## Pravne obaveze
Preduzeća koja su prisutna na Internetu treba da obezbede olakšice prilikom pristupa za osobe sa invaliditetom. Ne samo da postoje etička i komercijalna opravdanja za sprovodjenje WCAG već postoje i zakonske regulative. Ako sajt odredjenog preduzeća ne zadovoljava WCAG smernice, vlasnik tog preduzeća bi mogao biti tužen zbog diskriminacije.
27.01.2012. Kraljevski nacionalni institut za slepe(Royal National Institute for the Blind) u Velikoj Britaniji izdao je saopštenje da je vodjen sudski postupak protiv nisko budžetne avio kompanije bmibaby usled njihovog neuspeha da osiguraju pristup veb stranici za osobe sa oštecenim vidom. Od oktobra 2011. godine najmanje dve akcije protiv ovakvih sajtova su pokrenute od strane instituta i u oba slučaja došlo je do vansudskog poravnanja.
Osim toga postojao je još jedan slučaj elektronskog pristupa koji je rezultovao u pronalaženju diskriminacije. Slučaj iz oktobra 2008. godine , protiv Instituta za upravljanje projektima, kompanija je morala da plati nadoknadu od £3,000.
2012. godine Federalna vlada kanade zahtevada sve veb stranice, dokumenta, video zapisi zadovolje zahteve WCAG 2.0.
Australijska vlada je takodje usvojila Akt o diskriminaciji osoba sa invaliditetom 1992 po kojoj svi sajtovi australijske vlade moraju da zadovolje WCAG uslove.
Očekuju se biti pokrenuti testovi slučajeva višeg profila protiv neusaglašenih veb sajtova u budućnosti. Kako zakon nalaže veb sajtovima da preduzimaju “razumne korake” da naprave veb sajt lakši za korišćenje korisnicima, očekuje se da će se velike kompanije boriti da opravdaju svaku grešku koju ima njihov veb sajt, dok mala preduzeća možda imaju bolju odbranu, ukoliko dokažu da nemaju dovoljno sredstava za unapredjenje veb sajta.
Ministarstvo pravde Izraela je skoro izdalo regulativu po kojoj sve veb stranice moraju zadovoljiti zahteve izraelskog standarda 5568, koji je baziran na W3C WCAG 2.0. Glavna razlika izmedju izraelskog standarda i w3c tiče se teksta za audio i video sadržaje. Izraelski standardi su nesto blaži, odražavaju postojeće tehničke poteškoće u pružanju takvih natpisa i tekstova na hebrejskom.

## Spoljašnje veze
- W3C – Web Content Accessibility Guidelines (WCAG) 1.0
- W3C – Web Content Accessibility Guidelines (WCAG) 2.0
- W3C – Web Accessibility Initiative (WAI) introduction to WCAG
- WCAG 2.0 tutorial
- WAVE – Online accessibility validator
- WCAG 2.0 checklist
- Achieving WCAG 2.0 with PDF/UA – Document published by the Association for Information and Image Management (AIIM)
- WCAG Samurai Introduction